# Cicala
Cicala község (comune) Olaszország Calabria régiójában, Catanzaro megyében.

## Fekvése
A megye északi részén fekszik. Határai: Carlopoli, Fossato Serralta, Gimigliano és Sorbo San Basile.

## Története
A 17. században Castriota néven Giovanna Castriota, a nocerai herceg édesanyja alapította. Később Carlo Cicala herceg szerezte meg és megváltoztatta nevét. 1811-ben önálló községgé, amikor a Nápolyi Királyságban felszámolták a feudalizmust.

## Népessége
A népesség számának alakulása:

## Főbb látnivalói
- San Giacomo-templom
- Madonna dell’Immacolata-templom